# Bucking the Line
Bucking the Line è un film muto del 1921 diretto da Carl Harbaugh. La sceneggiatura si basa su The Real Man, romanzo di Francis Lynde pubblicato a New York nel 1915. Fu il primo film da protagonista di Maurice B. Flynn, un ex campione di football americano passato al cinema. Gli altri interpreti erano Molly Malone, Norman Selby, Edwin B. Tilton, Kathryn McGuire, J. Farrell MacDonald, Jim Farley, Leslie Casey, George Kerby.

## Trama
Accusato di pratiche scorrette sul posto di lavoro, John Montague Smith, un cassiere di banca lascia la piccola città dove vive per andare nel West. In viaggio, salva un vagabondo, Jerry, di cui diventa amico. I due cercano un lavoro presso un'impresa che si occupa della costruzione di una ferrovia ma Rand Barlow, il caposquadra, li manda via. Corona, la figlia del colonnello Baldwin, il padrone dell'impresa, rischia la vita quando un vagone ferroviario sfugge a ogni controllo. Sarà John a salvare la ragazza e Baldwin, grato, assumerà sia lui che Jerry. John verrà così a scoprire la manovre di Barlow che, con Kinsey, un suo complice, sta boicottando la costruzione della ferrovia ritardandone i lavori. Promosso caposquadra al posto di Barlow, John - nonostante tutti gli ostacoli - riuscirà a portare a compimento la costruzione della strada ferrata sventando anche un'ultima mossa di Barlow che tenta di far precipitare il convoglio che deve inaugurare la linea ferroviaria.

## Produzione
La lavorazione del film, prodotto dalla Fox Film Corporation inizialmente con il titolo The Real Man, durò da settembre a inizio ottobre 1921.

## Distribuzione
Il copyright del film, richiesto dalla Fox Film Corp., fu registrato il 6 novembre 1921 con il numero LP17254. Nello stesso giorno, distribuito dalla Fox Film Corporation, il film uscì nelle sale statunitensi.
Non si conoscono copie ancora esistenti della pellicola che viene considerata presumibilmente perduta.